# Gemeiner Sonnenstern
Der Gemeine Sonnenstern (Crossaster papposus) ist eine Art der Sonnensterne aus der Ordnung der Klappensterne (Valvatida), die circumboreal im Nordatlantik und Nordpazifik vertreten ist.

## Merkmale
Der Gemeine Sonnenstern hat meist 8 bis 14 vergleichsweise kurze Arme und erreicht einen Durchmesser von bis zu 30 cm. Die Oberseite des Gemeinen Sonnensterns ist rötlich mit konzentrischen Streifen weißer, rosafarbener, gelber oder dunkelroter Farbe, die Unterseite weiß. Die Haut der Oberseite enthält pinselartige Stacheln, die an den Rändern etwas länger sind. Die dicke Mittelscheibe ist recht groß und weist ein netzartiges Muster erhöhter Leisten auf. Der Mundbereich ist nackt. Die Madreporenplatte ist klar abgegrenzt.

## Fortpflanzung
Wie die meisten Seesterne ist der Gemeine Sonnenstern getrenntgeschlechtlich. Die Weibchen und Männchen geben die Keimzellen ins Wasser ab, wo die Eizellen befruchtet werden. Die hieraus im Spätwinter hervorgehenden Larven ernähren sich von Dotter. Einjährige Sonnensterne sind 1,8 cm bis 4,0 cm groß und wachsen sodann etwa 2 cm pro Jahr. Jungtiere bevorzugen noch sandige Böden am Meeresgrund. Bei einer Größe von etwa 5 cm wandern die Sonnensterne in seichtes Wasser und mit zunehmender Größe schließlich in größere Tiefen.
Crossaster papposus vermehrt sich ausschließlich geschlechtlich, doch kann er fehlende Arme regenerieren, solange noch ein Teil der Mittelscheibe vorhanden ist.

## Verbreitung und Vorkommen
Der Gemeine Sonnenstern ist circumboreal im Nordatlantik von der Arktis bis zum Ärmelkanal, in der Nordsee, an der nordamerikanischen Ostküste bis Gulf of Maine, im Nordpazifik von Alaska bis Puget Sound, außerdem in Grönland, Island, der Barentssee, Kola-Bucht, dem  Ochotskischen Meer und dem Weißen Meer verbreitet.
Der Gemeine Sonnenstern lebt auf felsigem Untergrund, grobem Sand und Kies von der Brandungszone bis in eine Tiefe von etwa 300 m. Jungtiere sind auch in Gezeitentümpeln anzutreffen.

## Ernährung
Der Gemeine Sonnenstern ist ein Fleischfresser, der sich vorzugsweise von kleineren Seesternen, darunter auch Sonnensternen, ernährt. Weitere Beutetiere sind Seeigel, Muscheln, Nesseltiere und Seescheiden. Die Beute wird als Ganzes verschlungen, oder – bei größerer Beute und sessilen Tieren – der Magen wird über dieselbe gestülpt. Der Sonnenstern ernährt sich auch von Aas.